# Raum27
Raum27 ist eine deutsche Indie-Pop-Band aus Bremen, die 2017 gegründet wurde.

## Geschichte
Tristan Stadtler und Mathis Schröder lernten sich im letzten Abitur-Jahrgang an der Carl-von-Ossietzky-Schule in Bremerhaven kennen. Gemeinsam spielten sie in der damaligen Schulband. In der Zeit lernten sie den Produzenten Nils Wandrey kennen, mit dem sie die ersten Songs aufnahmen.
Im Januar 2019 erschien die erste Single Traurig aber ist so. Am 8. März 2019 wurde die gleichnamige erste EP Traurig aber ist so veröffentlicht, die neben dem gleichnamigen Titelsong die fünf weiteren Stücke Zu gern, Kammerflimmern, Du bist, Hymnen vom Schlauchboot und Maybach beinhaltete. Es folgten Auftritte bei größeren Veranstaltungen wie dem Deichbrand in Cuxhaven, Kliemannsland und beim Fridays for Future in Bremen. Im November 2019 veröffentlichte die Band die Single Oft gesagt, welche daraufhin millionenfach auf Spotify gestreamt wurde. Ein Teil des Aufschwungs der Band wurde in einem Beitrag auf Sat.1 verfilmt.
Bereits im Jahr 2020 spielten sie weitere größere Festivals, wie erneut das Deichbrand in Cuxhaven, Open Flair in Eschwege, sowie die SAIL in Bremerhaven.
2021 folgte dann erstmalig eine Tourankündigung mit der Band Marathonmann und den Rogers, welche jedoch auf das Jahr 2022 aufgrund der COVID-19-Pandemie verschoben wurde. Raum27 unterschrieb noch im selben Jahr Verträge bei der Booking-Agentur Kingstar Music (Broilers, 187 Strassenbande) sowie bei dem Musik-Label Arising Empire, welches unter anderem auch Künstler, wie Madsen unter Vertrag hat. Im selben Jahr lernte die Band den Produzenten Johann Seifert kennen, der mitunter mit Cro, Lena Meyer-Landrut und Rea Garvey zusammengearbeitet hat. Im Frühjahr 2022 veröffentlichte Raum27 erstmalig unter professionellen Strukturen die Single Das Klima wieder hin. Am 26. Mai 2023 erschien das Debütalbum Anfangen anzufangen über Edel, das Platz 29 der deutschen Charts erreichte.

## Diskografie
Studioalben
- 2023: Anfangen anzufangen (Edel)
- 2025: Keine Tränen (Träumer und Helden)

EPs
- 2019: Traurig aber ist so
- 2023: Ruf mich nicht an
- 2024: Ich hab Angst
- 2025: Warum tun die 20er so weh
- 2025: Bitte bitte

Singles
- 2019: Oft gesagt
- 2020: Kalt schwül warm
- 2022: Won’t Forget These Days (Odeville feat. Tristan Stadtler & Raum27)
- 2022: Das Klima wieder hin
- 2022: Frida
- 2022: Sommerregen
- 2022: Lash (feat. Big Shrimp Ace)
- 2023: Ein bisschen mehr Liebe
- 2023: Plattenbaum
- 2023: Ruf mich nicht an
- 2023: Seifenblase (feat. CONNY)
- 2024: halb 4
- 2024: Meer
- 2024: Da wo ich bin
- 2024: Sommergewitter
- 2024: Silberfische (feat. Levi Penell)
- 2025: Gezeiten (feat. Soffie)